# Aeródromo Alberto Santos Dumont
El Aeródromo Alberto Santos Dumont (OACI: SCSA) es un terminal aéreo ubicado cerca de Tiltil, en la Provincia de Chacabuco, Región Metropolitana de Santiago, Chile. Es de propiedad pública.